# Occlusodontie
L'occlusodontie est une branche de la stomatologie et de la dentisterie (terme plus courant pour désigner les actes thérapeutiques des chirurgiens-dentistes) qui vise à rétablir une bonne fonction, ou fonction physiologique réflexe, au sein de tous les composants de l'appareil manducateur. Cela concerne aussi bien de bons contacts entre les dents du patient, ou occlusion dentaire, qu'une fonction réflexe asymptomatique des muscles qui mobilisent les maxillaires, ou posture des mâchoires sous l'effet de la gravité terrestre.
L'occlusodontologie est une science fondamentale, branche de l'occlusodontie. Elle concerne l'ajustage ou la reconstruction des contacts réflexes entre les dents antagonistes, supérieures et inférieures, tout en préservant un temps suffisant de repos physiologique aux muscles des mâchoires (syn. muscles manducateurs). Ses conséquences thérapeutiques concernent toute la symptomatologie liée à l'équilibre tonique postural de l'individu au travers de son système cranio-madibulo-sacré.
En 1996, on a assisté à la remise en question de l'occlusodontie traditionnelle, ou « gnathologie » américaine (B.B. McCollum, 1924), et enseignée tout au long du  XXe siècle dans toutes les universités.
En effet, toute la profession s'est plus préoccupée des signes de la malocclusion et de leur classification, que de rechercher les causes de la maladie occlusale.
À cette mise en doute de 1996, bon nombre d'universités suppriment tout enseignement d’occlusodontie, mais au IIIe millénaire, aucune matière n'a remplacé l'étude de la mécanique physiologique des mâchoires dans les universités.

## Sous-branches
L'occlusodontie comporte trois sous-branches : 
- gnathologie[2],[3], (gnathos mâchoire ; logie étude de, connaissance de), pratiquée par les gnathologistes. Tout a commencé avec le père spirituel de l'orthodontie, E.H. Angle et sa Classification des malocclusions en quatre groupes principaux : I, II, IIb et III (1898). Celle-ci est basée sur les rapports, entre les dents supérieures et inférieures, lorsque la bouche est volontairement fermée[4],[5]. Malheureusement[non neutre], la classification d’EH Angle, distinguant gnathologie, orthopédie dento-faciale (ODF, orthodontie) et chirurgie maxillo-faciale (CMF), est toujours d'actualité ;
- occlusion neuromusculaire[6]. C’est une philosophie de relaxation de la fibre musculaire, et non de mise au repos physiologique des muscles. Elle s'obtiendrait par une stimulation électrique percutanée de 1 Hz, durant 45 minutes à une heure sur la branche motrice du nerf trijumeau (Vm) et sur le nerf facial (VII), au travers de l'échancrure sigmoïde de la mandibule. Les pays anglo-saxons la mettent en évidence sous le vocable NeuroMuscular Dentistry[7], et principalement avec le soutien commercial de la firme Myotronics-Noromed, Inc. et BioResearch Inc. Pour d’autres, nettement plus scientifiques :
  - « seule une tétanisation des muscles contracturés permettrait d’assurer le lavage musculaire optimal par le torrent circulatoire, soit une application de 20 à 50 stimulations électriques par seconde »[8].
  - l’E.M.G.-K.N.G. « pêche encore actuellement par un manque de validation scientifique »[9].
  - « en regard des bases fondamentales enseignées dans les premières années d'études médicales, telles l’Anatomie, la Physiologie et la Biochimie, le principe idéologique du rejet anatomique pur et simple de l’interférence proprioceptive ou de toute perception desmodontale limite l’horizon clinique de l’Occlusion neuromusculaire aux seuls patients quasi totalement édentés »[10] ;
- occlusodontologie[11], pratiquée par les occlusodontologistes : 
  - « l'occlusodontologie peut être définie comme étant l’étude de l’occlusion dentaire, de son évolution au cours de la vie, de ses anomalies, et de leurs répercussions pathologiques. Le terme occlusodontie s’applique, lui, à l’ensemble des thérapeutiques qui s’adressent à l’occlusion dysfonctionnelle »[12],
  - dans le modèle occlusale physiologique soumis aux forces de la pesanteur, l'occlusion des arcades dentaires antagonistes (état statique) ne se manifeste, entre autres, au cours du réflexe de la déglutition salivaire fonctionnelle (syn. « déglutition en dents serrées »). Ce contact entre les dents opposées (antagonistes) dure moins d'une demi-seconde par minute. Le reste du temps, soit plus de 59,5 secondes par minute, tous les muscles manducateurs sont au repos physiologique (posture dynamique),
  - l'étude de la fonction occlusale ne peut jamais être invasive. À défaut, les circuits réflexes seront perturbés et les résultats deviennent très aléatoires. Grâce à la vidéographie numérique bon marché, le diagnostic étiologique devient une réalité plus facilement accessible : tests phonétiques et déglutitions salivaires successifs, 16 à 32 images par seconde[13],
  - la dysfonction et la maladie occlusale (syn. malocclusion) débutent lorsque la phase de repos physiologique se réduit comme une peau de chagrin : gènes, douleurs musculaires et crampes. Les causes sont diverses : déplacements insidieux des dents grâce à la déglutition salivaire atypique, traitement iatrogène inadéquat perturbant l'équilibre physiologique (obturations dentaires, prothèses, orthopédie dento-faciale, chirurgie maxillo-faciale), etc.